# Paldau
Paldau is een gemeente (marktgemeinde) met 3.136 inwoners (2023) in de Oostenrijkse deelstaat Stiermarken, behorend tot het district Südoststeiermark. Tot 2013 behoorde ze tot het district Feldbach.
In 2015 werd de gemeente uitgebreid met Perlsdorf en delen van Oberstorcha en Kohlberg.
Bad Gleichenberg · Bad Radkersburg · Deutsch Goritz · Edelsbach bei Feldbach · Eichkögl · Fehring · Feldbach · Gnas · Halbenrain · Jagerberg · Kapfenstein · Kirchbach-Zerlach · Kirchberg an der Raab · Klöch · Mettersdorf am Saßbach · Mureck · Paldau · Pirching am Traubenberg · Riegersburg · Sankt Anna am Aigen · Sankt Peter am Ottersbach · Sankt Stefan im Rosental · Straden · Tieschen · Unterlamm
- Gemeinsame Normdatei: 4490846-5
- Virtual International Authority File: 246275077
- WorldCat: E39PBJgRRqW7PVff8qVvQPtFrq